# ویشکووتس
ویشکووتس (به چکی: Vyškovec) یک منطقهٔ مسکونی در جمهوری چک است که در ناحیه اوهرسکه هرادیشتی واقع شده‌است.
 ویشکووتس ۱۱٫۱۹ کیلومتر مربع مساحت و ۱۵۴ نفر جمعیت دارد و ۵۱۰ متر بالاتر از سطح دریا واقع شده‌است.